# Педра-Пинтада
Педра-Пинтада, порт. Pedra pintada, букв. «раскрашенный камень» — скалистое образование и археологический памятник в бразильском штате Рораима, в 140 км от столицы штата г. Боа-Виста, на юге муниципалитета Пакараима, в индейской резервации Сан-Маркуш.
Высота скалы составляет 35 метров, расположена на высоте 83 метров над уровнем моря. В скале имеется пещера, где обнаружены памятники наскального искусства, обломки керамики, каменные топоры, красители и др. Поскольку данный памятник находится на территории индейской резервации, доступ к нему возможен лишь с разрешения FUNAI (Национального фонда индейцев).
Наскальные рисунки выполнены бело-розовой краской, откуда и название памятника — «раскрашенный камень». Они датируются примерно 9200 г. до н. э.